# 스케이트 펑크
스케이트 펑크 (Skate punk)는 미국 서해안의 하드코어 펑크신에서 파생된 펑크 록의 하위장르 중 하나이다. 스케이트 록 또는 스케이트코어라고도 불린다.

## 같이 보기
- 스케이트보드